# L'avventuriero di Macao
L'avventuriero di Macao (Macao) è un film del 1952 diretto da Josef von Sternberg e interpretato da Robert Mitchum e da Jane Russell. La sequenza finale della lotta tra Mitchum e Dexter fu rigirata da Nicholas Ray.

## Trama
In arrivo nella colonia portoghese di Macao da Hong Kong, una nave con il suo carico di passeggeri. Tra gli altri, tre americani: Cramer, un commesso viaggiatore di mezza età, Julia, una cantante molto appariscente e Nick, che si presenta alla dogana senza i documenti, dato che il portafoglio gli è stato rubato da Julia. Sebastian, il tenente della polizia locale, al soldo di Halloran, grosso boss della malavita, crede che Nick sia il poliziotto mandato dagli Stati Uniti per incastrare Halloran. Nick, invece, è una sorta di vagabondo che non può ritornare in patria a causa di una condanna che lo aspetta negli USA. Il vero poliziotto è Cramer, il commesso viaggiatore, che più tardi si rivelerà a Nick. Julia, intanto, trova lavoro presso il casino di Halloran e inizia una relazione con Nick. Ma i due hanno entrambi un carattere molto forte ed entrano molto spesso in collisione. Nick viene catturato da Halloran, ma fugge, aiutato da una ragazza, Margie. Al porto, i criminali tendono un agguato a Nick che viene aiutato da Cramer, ma quest'ultimo viene ucciso con un colpo di pugnale. Nick fronteggia Halloran riuscendo ad avere la meglio su di lui. Il suo comportamento gli merita la cancellazione della pena in patria, così potrà rientrare negli Stati Uniti.